# 2000 Man
2000 Man är spår nummer fyra på The Rolling Stones musikalbum Their Satanic Majesties Request, som släpptes 8 december 1967. Låten skrevs av Mick Jagger och Keith Richards och spelades in 20–30 augusti och 1–7 september 1967 i Olympic Sound Studios i London.
Låten börjar med ljudet av en snarkande person följt av en akustisk gitarr.Texten handlar om en framtida man som lever på 2000-talet och vars fru fortfarande respekterar honom, trots att han behandlat henne illa och har "en affär med en dator" (märk: texten skrevs 1967). Refrängen på den tre minuter och sju sekunder långa folkrocklåten lyder: "Don't you know I'm a 2000 man / And my kids they just don't understand me at all". ("Vet du inte att jag är en man från 2000-talet / Och mina ungar förstår mig inte alls)".

## Medverkande musiker
- Mick Jagger - sång
- Keith Richards - gitarr
- Charlie Watts - trummor
- Brian Jones - orgel

## Låten i övriga sammanhang
Låten "2000 Man" förekommer som cover-version på musikalbumet Dynasty utgivet av Kiss år 1979. Den har också en framträdande plats i regissören Wes Andersons långfilmsdebut Bottle Rocket från 1996. 